# Кавалеры ордена Святого Георгия III класса В
Кавалеры ордена Святого Георгия III класса на букву «В»
Список составлен по алфавиту персоналий. Приводятся фамилия, имя, отчество; звание на момент награждения; номер по спискам Григоровича — Степанова и Судравского; дата награждения. Лица, чьи имена точно идентифицировать не удалось, не викифицируются. Курсивом выделены кавалеры, получившие орден за службу в частях Восточного фронта Русской армии во время Гражданской войны.
- Вадбольский, Иван Михайлович, генерал-майор, № 354, 20 января 1814
- Вадковский, Яков Егорович, полковник, № 191, 14 июня 1808
- Валентини, Георг-Вильгельм, генерал-майор прусской службы, № 391, 25 января 1817
- Валлен, Луи, генерал-лейтенант французской службы, № 396, 25 февраля 1824
- Вальмоден-Гимборн, Людвиг, генерал-лейтенант австрийской службы, № 322, 21 сентября 1813
- Ванновский, Пётр Семёнович, генерал-лейтенант, № 552, 1 декабря 1877
- Васильчиков, Виктор Илларионович, генерал-майор, № 491, 15 июля 1855
- Васильчиков, Дмитрий Васильевич, генерал-майор, № 331, 7 октября 1813
- Васильчиков, Илларион Васильевич, генерал-лейтенант, № 265, 31 января 1813
- Васильчиков, Николай Васильевич, полковник, № 280, 20 марта 1813
- Вахтен, Отто Иванович, генерал-майор, № 418, 5 октября 1829
- Вейсман-фон-Вейсенштейн, Отто Адольф, генерал-майор, № 9, 27 июля 1770
- Вельяминов, Алексей Александрович, генерал-майор, № 398, 27 января 1827
- Вердер, Август фон, генерал от инфантерии прусской службы, № 521, 27 декабря 1870
- Верёвкин, Николай Александрович, генерал-лейтенант, № 529, 22 июля 1873
- Вержбицкий, Антоний Иванович, полковник, № 581, 25 января 1881
- Вержбицкий, Григорий Афанасьевич, генерал-лейтенант, 22 июня 1919
- Веселитский, Гавриил Петрович, полковник, № 288, 26 апреля 1813
- Веселовский, Антоний Андреевич, генерал-лейтенант, 3 июля 1915
- Вильгельм, наследный принц Вюртембергский, № 375, 13 мая 1814
- Вильсон, Роберт Томас, генерал великобританской службы, № 292, 21 мая 1813
- Винспиер, Роберт Антонович, подполковник, № 378, 31 августа 1814
- Винцингероде, Фердинанд Фёдорович, генерал-майор, № 136, 8 мая 1806
- Вирановский, Георгий Николаевич, генерал-майор, 4 августа 1916
- Витгенштейн, Пётр Христианович, генерал-майор,  № 125, 12 января 1806
- Витте, Иван Осипович де, генерал-майор, № 274, 22 февраля 1813
- Владимир Александрович, великий князь, генерал-лейтенант, № 548, 15 ноября 1877
- Власов, Максим Григорьевич, полковник, № 319, 3 сентября 1813
- Властов, Егор Иванович, полковник, № 193, 30 августа 1808
- Воинов, Александр Львович, генерал-лейтенант, № 222, 22 сентября 1811
- Войнович, Марко Иванович, контр-адмирал, № 58, 22 октября 1788
- Волконский, Дмитрий Михайлович, генерал-лейтенант, № 345, 12 ноября 1813
- Волконский, Дмитрий Петрович, полковник, № 111, 15 сентября 1794
- Волконский, Пётр Михайлович, генерал-майор, № 132, 28 января 1806
- Воронцов, Михаил Семёнович, генерал-майор, № 228, 10 марта 1812
- Воронцов, Семён Романович, полковник, № 17, 27 августа 1770
- Воронцов-Дашков, Илларион Иванович, генерал от кавалерии, 15 июля 1915
- Врангель, Александр Евстафьевич, генерал-лейтенант, № 505, 10 августа 1859
- Врангель, Карл Карлович, генерал-лейтенант, № 481, 5 августа 1854
- Вреде, Филипп-Карл, генерал баварской службы, № 346, 10 декабря 1813
- Вуич, Николай Васильевич, полковник, № 190, 20 мая 1808 (не утверждено рескриптом), № 286, 30 марта 1813 (повторное награждение)
- Вяземский, Михаил Сергеевич, генерал-майор, № 217, 28 ноября 1810